# Waterhouse Island (Antarktika)
Waterhouse Island ist eine Insel vor der Ingrid-Christensen-Küste des ostantarktischen Prinzessin-Elisabeth-Lands. Sie liegt rund 3,5 km nordnordwestlich der australischen Davis-Station sowie unmittelbar südsüdwestlich von Lugg Island.
Das Antarctic Names Committee of Australia benannte sie 1973 nach Robbin S. Waterhouse, medizinischer Offizier auf der Davis-Station im Jahr 1971, der überdies im Folgejahr auf der subantarktischen Macquarieinsel tätig war.